# Теофілюв (Свентокшиське воєводство)
Теофілюв (пол. Teofilów) — село в Польщі, у гміні Тарлув Опатовського повіту Свентокшиського воєводства.
Населення — 242 особи (2011).
У 1975-1998 роках село належало до Тарнобжезького воєводства.

## Демографія
Демографічна структура на день 31 березня 2011 року:
|          | Загалом | Допрацездатний вік | Працездатний вік | Постпрацездатний вік |
| -------- | ------- | ------------------ | ---------------- | -------------------- |
| Чоловіки | 122     | 25                 | 85               | 12                   |
| Жінки    | 120     | 20                 | 66               | 34                   |
| Разом    | 242     | 45                 | 151              | 46                   |